# Herrscher von Lan Xang
Die Herrscher von Lan Xang waren Fürsten oder Könige eines Gebiets in Südostasien, das sich zunächst Rajadharani Sri Sudhana (vulgarisiert Sawa) nannte. Bis auf einige Usurpatoren stammten sie sämtlich aus der Khun Lo-Dynastie. 
Das eigentliche Reich Lan Xang wurde von König Fa Ngum 1353 errichtet und bestand bis 1706 fort, als es nach Thronstreitigkeiten in die Teilreiche Luang Phrabang, Vientiane und Champasak aufgeteilt wurde. Die meiste Zeit seines Bestehens war es anderen Reichen, wie Birma und Siam, tributpflichtig.

## Herrscher von Sawa
- Suvanna Kam-Phong (reg. 1316–13xx)
- Khun Phi Fa (reg. 13xx–1343), Sohn von Suvanna Kham-Phong
- Kham Hiao (reg. 1343–1353), Sohn von Suvanna Kham-Phong

## Könige von Lan Xang
- Fa Ngum (reg. 1353–1372), Sohn von Khun Phi Fa
- Samsaenthai (reg. 1372–1417), Sohn von Fa Ngum
- Lam Kham Daeng (reg. 1417–1428), Sohn von Samsaenthai
- Phommathat (reg. 1428–1429), Sohn von Samsaenthai
- Yukhon (reg. 1429–1430), Sohn von Lam Kham-Daeng
- Konekham (reg. 1430–1432), Sohn von Samsaenthai
- Kham-Tam Sa (reg. 1432), Sohn von Samsaenthai
- Lue Sai (reg. 1432–1433), Sohn von Samsaenthai
- Khai Bua Ban (reg. 1433–1436), Sohn von Phommathath
- Kham Kert (reg. 1436–1438), Sohn von Samsaenthai
- Keo Phim Fa (reg. 1438), Tochter von Samsaenthai
- Interregnum (1438–1441), das Königreich wurde von zwei Mönchen und vier Gelehrten regiert
- Sai Tia Kaphut (reg. 1441–1479), Sohn von Samsaenthai
- Suvanna Ban Lang (reg. 1479–1485), Sohn von Sai Tia Kaphut
- La Sen Thai Puvanart (reg. 1485–1495), Sohn von Sai Tia Kaphut
- Somphu (reg. 1495–1500), Sohn von La Sen Thai Puvanart
- Visunarat Thipath (reg. 1500–1520), Sohn von Sai Tia Kaphut
- Pho Thisarath I. (reg. 1520–1548), Sohn von Visunarat Thiphat
- Sai Setthathirath I. (reg. 1548–1571), Sohn von Photisarath I.
- No Keo Kuman (reg. 1571–1572, 1. Regentschaft), Sohn von Sai Setthathirath I.
- Phra Nga Sen Sulintara Lusai (reg. 1572–1575)
- Voravongse I. (reg. 1575–1579), Sohn von Visunarat Thipath
- Phra Nga Sen Sulintara Lusai (reg. 1580–1582, 2. Regentschaft)
- Nakhon Noi (reg. 1582)
- Interregnum 1582–1591
- No Keo Kuman (reg. 1590–1596, 2. Regentschaft)
- Voravongse II. (reg. 1596–1621)
- Upayuvaraja I. (so viel wie Kronprinz, der eigentliche Name ist nicht bekannt, reg. 1621–1622), Sohn von No Keo Kuman
- Pho Thisarath II. (reg. 1623–1627), Sohn von Phra Nga Sen Sulintara Lusai
- Mom Kaeo (reg. 1627–1633), Sohn von Voravongse II.
- Ton Kham (oder Upayuvaraja II.) (reg. 1633–1637), Sohn von Mom Kaeo
- Viksai (reg. 1637–1638), Sohn von Mom Kaeo
- Sulinyavongsa (reg. 1637/1638–1690/94), Sohn von Ton Kham
- Tian Thala (reg. 1694–1695), Usurpator
- Ong Lo (reg. 1694/95–1698), Enkel von Sulinyavongsa[1]
- Nan Tharat (reg. 1698), Usurpator
- Sai Setthathirat II. oder Chao Sai Ong Hue (reg. 1698–1706 in Lan Xang unter Suzeränität von Annam (Vietnam)), Neffe von Sulinyavongsa; unter seiner Herrschaft wurde Lan Xang 1706 aufgeteilt, er wurde Herrscher über das Königreich Vientiane (reg. bis 1730/1735).